# 대한민국 민법 제396조
대한민국 민법 제396조는 과실상계에 대한 민법 채권법 조문이다.

## 조문
제396조(과실상계) 채무불이행에 관하여 채권자에게 과실이 있는 때에는 법원은 손해배상의 책임 및 그 금액을 정함에 이를 참작하여야 한다.

第396條(過失相計) 債務不履行에 關하여 債權者에게 過失이 있는 때에는 法院은 損害賠償의 責任 및 그 金額을 定함에 이를 參酌하여야 한다.

Article 396 (Comparative Negligence) If a victim is negligent, the court may determine the amount of compensation by taking that factor into consideration.

## 비교 조문
일본민법 제722조 (손해배상의 방법 및 과실상계) 1. 제417조의 규정은 불법행위에 의한 손해배상에 있어서 준용한다.
2. 피해자에 과실이 있는 때에는 법원은 이를 고려하여 손해배상의 액을 정할 수 있다.

## 사례
갑이 오토바이를 타고 가다 친구 을을 보고 자신의 오토바이에 태웠다. 갑과 을은 지나가던 트럭에 들이받아 둘 다 크게 다쳤다. 이 경우 을은 헬멧을 쓰지 않고 동승하다 사고로 크게 다친 점에 대해 과실이 인정되어 갑의 손해배상액을 정할 때 참작될 것이다.

## 판례
- 과실상계를 함에 있어 참작하여야 할 쌍방의 과실은 피해자에 대한 공동불법행위자 전원의 과실과 피해자의 공동불법행위자 전원에 대한 과실을 '전체적'으로 평가하여야 하고 공동불법행위자간의 과실의 경중이나 구상권행사의 가능여부 등은 고려할 여지가 없다[1]

## 참고 문헌
- 오현수, 일본민법, 진원사, 2014. ISBN 978-89-6346-345-2
- 오세경, 대법전, 법전출판사, 2014 ISBN 978-89-262-1027-7
- 이준현, LOGOS 민법 조문판례집, 미래가치, 2015. ISBN 979-1-155-02086-9

## 같이 보기
- 과실상계
- 대한민국 민법 제763조